# Ismail al-Faruqi
Ismaʻīl Rājī al-Fārūqī (in arabo إسماعيل راجي الفاروقي‎?; Giaffa, 1º gennaio 1921 – Wyncote, 27 maggio 1986) è stato un filosofo palestinese naturalizzato statunitense, noto per i suoi contributi agli studi islamici e al dialogo interreligioso. Ha trascorso diversi anni presso l'Università al-Azhar al Cairo e ha insegnato in università del Nord America, tra cui la McGill University.
È stato Professore di Religione alla Temple University, dove ha fondato e diretto il programma di studi islamici. Ha anche fondato l'International Institute of Islamic Thought (IIIT). Al-Faruqi ha scritto oltre 100 articoli e 25 libri, tra cui Christian Ethics: A Historical and Systematic Analysis of Its Dominant Ideas e Al-Tawhid: Its Implications For Thought And Life. Ha anche fondato l'International Institute of Islamic Thought (IIIT).

## Primi anni e istruzione
Al-Faruqi nacque a Giaffa, nella Palestina sotto mandato britannico. Suo padre, 'Abd al-Huda al-Faruqi, era un giudice islamico (qadi). Al-Faruqi ricevette la sua prima educazione religiosa a casa e nella moschea locale. Nel 1936 iniziò a frequentare il Collège des Frères de Jaffa, gestito dai Domenicani francesi.
Nel 1942 fu nominato responsabile della registrazione delle società cooperative sotto il governo del Mandato britannico della Palestina a Gerusalemme. Nel 1945 divenne governatore distrettuale della Galilea. Dopo la guerra arabo-israeliana del 1948, al-Faruqi emigrò a Beirut, in Libano, dove studiò presso l'Università americana di Beirut. Successivamente si iscrisse alla Indiana University, ottenendo il suo M.A. in filosofia con una tesi intitolata The Ethics of Reason and the Ethics of Life (Kantian and Nietzschean Ethics) nel 1949.
Nella sua tesi di master, al-Faruqi esaminò l'etica di Immanuel Kant e Friedrich Nietzsche. Ottenne poi un secondo M.A. in filosofia presso la Harvard University nel 1951 e un Ph.D. con una tesi intitolata On Justifying the Good presso l'Indiana University nel 1952. Nella sua tesi di dottorato, al-Faruqi sosteneva che i valori sono essenze assolute e autoesistenti conosciute a priori attraverso l'intuizione emotiva. Basò le sue teorie sull'uso della fenomenologia di Max Scheler e sugli studi etici di Nicolai Hartmann.
I suoi studi lo portarono a concludere che l'assenza di una base trascendente porta al relativismo morale, spingendolo a riconsiderare la sua eredità islamica. Entro sei anni dall'arrivo negli Stati Uniti, riconobbe la necessità di uno studio più approfondito dell'Islam, il che lo portò a studiare presso l'Università al-Azhar in Egitto. Al momento della sua partenza dagli Stati Uniti, aveva sviluppato nuove domande sugli obblighi morali e cercò di integrare i suoi interessi intellettuali con la sua identità islamica.

## Carriera accademica
Nel 1958, al-Faruqi ricevette una borsa di studio per un periodo di visiting presso la Facoltà di Divinità della McGill University. Visse a Ville St. Laurent e si unì all'Istituto di Studi Islamici della McGill University su invito del suo fondatore, Wilfred Cantwell Smith. Dal 1958 al 1961, insegnò insieme a Smith ed era noto per il suo approccio dinamico e originale al pensiero islamico. Durante il suo mandato, studiò teologia cristiana ed ebraismo e conobbe il filosofo pakistano Fazlur Rahman. Nel 1961, Rahman organizzò un incarico di due anni per al-Faruqi presso l'Istituto Centrale di Ricerca Islamica a Karachi, in Pakistan, per esporlo a culture musulmane diverse. Al-Faruqi lavorò come professore visitatore lì dal 1961 al 1963.
Nel 1964, Al-Faruqi tornò negli Stati Uniti e servì come professore visitatore presso la Scuola di Divinità dell'University of Chicago e come professore associato presso la Syracuse University. Nel 1968, si unì alla Temple University come professore di religione, dove fondò il Programma di Studi Islamici e ricoprì questa posizione fino alla sua morte nel 1986. Durante il suo mandato alla Temple University, al-Faruqi guidò molti studenti, tra cui il suo primo dottorando, John Esposito.
Nel marzo del 1977, al-Faruqi giocò un ruolo significativo nella Prima Conferenza Mondiale sull'Educazione Musulmana a Makkah. Questa conferenza includeva partecipanti come Muhammad Kamal Hassan, Syed Muhammad Naquib al-Attas e Syed Ali Ashraf, tra gli altri. La conferenza gettò le basi per la creazione di università islamiche a Dhaka, Islamabad, Kuala Lumpur, Kampala e Niger. Al-Faruqi fu strumentale nelle deliberazioni della conferenza e nello sviluppo dei suoi piani d'azione.

## Filosofia e pensiero

### Primo pensiero: Arabismo
Il primo interesse intellettuale di al-Faruqi fu centrato sull'urubah (Arabismo). Egli sostenne che l'urubah fosse l'identità centrale e l'insieme di valori che univano tutti i musulmani in una singola comunità di credenti (ummah). Al-Faruqi credeva che l'arabo, come lingua del Corano, fosse essenziale per comprendere appieno la concezione islamica del mondo. Affermava che l'urubah fosse inseparabile dall'identità musulmana, abbracciando sia le dimensioni linguistiche che religiose.
Al-Faruqi enfatizzò anche il concetto di tawhid (monoteismo) come elemento centrale della coscienza religiosa araba, che trovava nell'ebraismo, nel cristianesimo e nell'islam. Questa idea evidenziava un flusso comune di credenze monoteistiche in queste religioni, radicate nella cultura e nella lingua araba. Credeva che l'islam e il monoteismo fossero doni della coscienza araba all'umanità, in contrasto con il nazionalismo basato sulla razza dell'era moderna.
Questa posizione fu criticata da alcuni studiosi per il suo approccio percepito come essenzialista e centrato sull'arabismo. Critici, inclusi intellettuali musulmani non arabi, contestarono la sua affermazione che l'arabo fosse l'unica struttura linguistica adatta per il pensiero islamico. Il periodo trascorso in Pakistan, dove fu esposto a culture musulmane diverse, fece poco per modificare inizialmente le sue opinioni centrate sull'arabismo.

### Passaggio all'islamismo
Le prospettive di al-Faruqi evolsero significativamente dopo il suo trasferimento negli Stati Uniti. Il suo coinvolgimento con la Muslim Students' Association (MSA) alla Temple University lo introdusse a un gruppo eterogeneo di studenti musulmani provenienti da vari contesti culturali. Questa esposizione lo portò a riconsiderare il suo precedente interesse per l'arabismo. Iniziò a privilegiare un'identità islamica più ampia rispetto al nazionalismo arabo, affermando: "Fino a pochi mesi fa, ero un palestinese, un arabo e un musulmano. Ora sono un musulmano che per caso è un arabo della Palestina". Riflettendo ulteriormente sulla sua identità, al-Faruqi osservò: "Mi chiesi: Chi sono io? Un palestinese, un filosofo, un umanista liberale? La mia risposta fu: sono un musulmano".
Questo cambiamento fu anche influenzato dal suo impegno nel dialogo interreligioso, dove iniziò a vedere l'importanza di un'identità islamica unificata per favorire conversazioni significative con i non musulmani. Il coinvolgimento di al-Faruqi nell'MSA e i suoi incontri con culture musulmane diverse negli Stati Uniti rafforzarono ulteriormente la sua identità islamica più ampia rispetto alle sue precedenti vedute centrate sull'arabismo.

### Meta-religione
Al-Faruqi cercò di stabilire principi meta-religiosi basati sulla ragione per valutare le religioni secondo standard universali piuttosto che confrontarle tra loro. Questa ambiziosa impresa mirava a trovare un terreno comune per la comprensione e la cooperazione tra diverse fedi. Propose diversi principi guida per il dialogo, tra cui che ogni dialogo è soggetto a critica, la comunicazione deve obbedire alle leggi della coerenza interna ed esterna, il dialogo deve corrispondere alla realtà ed essere libero da "figurazioni canoniche" e un focus sulle questioni etiche piuttosto che sulle dispute teologiche.
Al-Faruqi credeva che il dialogo meta-religioso potesse servire come mezzo per raggiungere la comprensione reciproca e il rispetto tra le diverse comunità religiose, aiutando a colmare il divario creato dalle differenze dottrinali. Il suo focus sull'etica piuttosto che sulla teologia era inteso a facilitare impegni interreligiosi più costruttivi e meno controversi.

### Conoscenza olistica
Al-Faruqi contribuì significativamente allo sviluppo del concetto di conoscenza olistica, esprimendo preoccupazioni per la secolarizzazione della conoscenza nelle società musulmane. Discusse del "malessere dell'ummah" e sostenne che la dipendenza dagli strumenti e dai metodi secolari occidentali portasse a una disconnessione con le realtà ecologiche e sociali delle nazioni musulmane, spesso trascurando le violazioni dell'etica islamica. Sottolineò l'importanza di integrare i principi islamici con la conoscenza moderna per affrontare le sfide contemporanee e mantenere l'integrità etica dell'ummah.
Gli sforzi intellettuali successivi di al-Faruqi si concentrarono sull'islamizzazione della conoscenza. Cercò di armonizzare i principi islamici con le discipline accademiche contemporanee, promuovendo un'integrazione olistica di fede e ragione. Il suo lavoro in questo campo culminò nella fondazione dell'IIIT, che mirava a sviluppare un'epistemologia e una metodologia islamiche per vari campi di studio.
Al-Faruqi sottolineò la necessità di integrare la conoscenza islamica con le scienze moderne. Credeva nello sviluppo di un curriculum islamico unificato che incorporasse le discipline contemporanee, radicandole nel pensiero islamico. Il suo approccio prevedeva un processo sistematico per identificare ed eliminare gli elementi incompatibili con i principi islamici e integrare i valori islamici in varie discipline accademiche.
Concentrandosi fortemente sulla riforma educativa, Al-Faruqi ha sostenuto la creazione di curricula e istituzioni accademiche complete che combinassero le scienze islamiche e moderne. Questo approccio mirava a produrre studiosi competenti in entrambi i settori, in grado di affrontare le sfide contemporanee da una prospettiva islamica. Al-Faruqi ha anche sottolineato l'importanza dello sviluppo del curriculum, delle strategie pratiche per l'implementazione e di un approccio olistico alla riforma dell'intero sistema educativo.

### Vedute sul sionismo
Al-Faruqi fu un critico vocale del sionismo, vedendolo come incompatibile con il giudaismo a causa della sua ideologia nazionalista. Sostenne che le ingiustizie causate dal sionismo ne richiedessero lo smantellamento. Propose che gli ex ebrei israeliani che rinunciavano al sionismo potessero vivere come "comunità ummatica" nel mondo musulmano, aderendo alla legge ebraica come interpretata dai tribunali rabbinici all'interno di un quadro islamico. Questa posizione sottolineava il suo impegno per una visione della giustizia radicata nei principi islamici.

## Risultati accademici
Nel 1980, al-Faruqi co-fondò l'International Institute of Islamic Thought (IIIT) con Taha Jabir Alalwani, Abdul Hamid AbuSulayman e Anwar Ibrahim.
Al-Faruqi contribuì agli studi islamici attraverso i suoi numerosi scritti e il suo coinvolgimento in organizzazioni accademiche e interreligiose. Ha scritto oltre 100 articoli in riviste accademiche e riviste e ha pubblicato 25 libri, tra cui Christian Ethics: A Historical and Systematic Analysis of Its Dominant Ideas (1968), Islam and the Problem of Israel (1980) e Al-Tawhid: Its Implications For Thought And Life (1982). Fu coinvolto nella creazione del Gruppo di Studi Islamici dell'American Academy of Religion e ne fu presidente per dieci anni. Inoltre, ricoprì posizioni come vicepresidente del Colloquio per la Pace Interreligiosa e presidente dell'American Islamic College di Chicago.
Al-Faruqi propose il concetto di tawhid (monoteismo) come principio unificante nel pensiero islamico, enfatizzando la sua rilevanza in vari aspetti della vita, tra cui l'etica, la politica e l'educazione. La sua iniziativa di "islamizzazione della conoscenza" mirava a integrare i principi islamici con le discipline accademiche contemporanee, promuovendo un'integrazione olistica di fede e ragione. All'IIIT, il suo lavoro coinvolse la creazione di un quadro per un'epistemologia islamica, compreso lo sviluppo di curricula e metodologie di ricerca basati sul pensiero islamico. Questa iniziativa mirava a rispondere alle sfide poste dalla secolarizzazione e a impegnarsi con la tradizione intellettuale dell'Islam.
Secondo Ibrahim Kalin, l'"islamizzazione della conoscenza" di al-Faruqi mirava principalmente alle scienze umane, escludendo la conoscenza scientifica moderna, il che portò a un focus sociologico nella conoscenza islamica e trascurò l'impatto secolarizzante della scienza moderna.
Al-Faruqi fu anche coinvolto nel dialogo interreligioso, promuovendo la comprensione reciproca e la cooperazione tra le diverse comunità religiose. I suoi sforzi miravano a favorire un ambiente globale di pace e rispetto, evidenziando le comunanze tra islam, cristianesimo ed ebraismo.

## Rilevanza contemporanea
Le idee di al-Faruqi sull'islamizzazione della conoscenza continuano a influenzare il pensiero islamico contemporaneo. La sua enfasi sull'integrazione dei principi islamici con le discipline accademiche moderne rimane rilevante per studiosi ed educatori che mirano a armonizzare fede e ragione. Il suo lavoro è frequentemente citato in conferenze accademiche e pubblicazioni sul pensiero e l'educazione islamica.
I contributi di al-Faruqi al dialogo interreligioso sono anche ampiamente riconosciuti. I suoi sforzi per promuovere la comprensione reciproca e la cooperazione tra diverse comunità religiose sono stati notati in numerosi lavori accademici. Il suo approccio al dialogo interreligioso, che enfatizzava le comunanze tra islam, cristianesimo ed ebraismo, è considerato un importante contributo per favorire un ambiente globale di pace e rispetto.
I suoi contributi alla comunità musulmana di Montreal e la sua influenza sulla borsa di studio islamica sono stati riconosciuti postumamente.

## Morte
Nel maggio del 1986, al-Faruqi e sua moglie furono assassinati nella loro casa di Wyncote (Pennsylvania) da Joseph Louis Young, noto anche come Yusuf Ali. Young confessò il crimine, fu condannato a morte e morì in prigione per cause naturali nel 1996. L'attacco ferì gravemente anche la loro figlia, Anmar al-Zein, che però sopravvisse grazie a un lungo trattamento medico. Varie teorie sono state suggerite riguardo alle motivazioni dietro gli omicidi, tra cui una rapina fallita e un assassinio politicamente motivato.